# Притобольний район
Притобо́льний район (рос. Притобольный район) — адміністративна одиниця Курганської області Російської Федерації.
Адміністративний центр — село Глядянське.

## Населення
Населення району становить 13307 осіб (2017; 14592 у 2010, 17596 у 2002).

## Історія
1924 року у складі Курганського округу Уральської області був утворений Чернавський район з центром у селі Чернавське. 1926 року районний центр було перенесено до села Глядянське, відповідно район був перейменований в Глядянський район. 1934 року район увійшов до складу Челябінської області. 18 січня 1935 року до складу району увійшли Комишівська-2, Мітинська, Нагорська, Патраковська та Утятська сільради Курганського району. 6 лютого 1943 року район увійшов до складу Курганської області.
1963 року район був ліквідований, територія увійшла до складу укрупненого Курганського району. Відновлено Глядянський район 3 березня 1964 року. 12 січня 1965 року район перейменовано в сучасну назву, до складу Кетовського району передана Мітинська сільрада. 2004 року район перетворено в Притобольний муніципальний район, сільські ради перетворені в сільські поселення зі збереження старих назв.

## Адміністративно-територіальний поділ
На території району 12 сільських поселень:
| Поселення                                | Площа, км² | Населення, осіб (2002) | Населення, осіб (2010) | Населення, осіб (2021) | Центр           | Населені пункти |
| ---------------------------------------- | ---------- | ---------------------- | ---------------------- | ---------------------- | --------------- | --------------- |
| Березовська сільська рада                | 139,33     | 903                    | 677                    | 509                    | Верхньоберезово | 4               |
| Боровлянська сільська рада               | 359,13     | 1357                   | 1061                   | 1154                   | Боровлянка      | 4               |
| Гладковська сільська рада                | 248,09     | 1034                   | 747                    | 567                    | Гладковське     | 4               |
| Глядянська сільська рада                 | 106,53     | 4957                   | 4601                   | 4140                   | Глядянське      | 3               |
| Давидовська сільська рада                | 476,52     | 1270                   | 889                    | 633                    | Давидовка       | 6               |
| Міжборна сільська рада                   | 52,41      | 1139                   | 952                    | 794                    | Міжборне        | 1               |
| Нагорська сільська рада                  | 244,12     | 1763                   | 1599                   | 1554                   | Нагорське       | 6               |
| Обуховська сільська рада                 | 84,24      | 493                    | 370                    | 297                    | Обухово         | 1               |
| Плотниковська сільська рада              | 124,21     | 815                    | 731                    | 603                    | Плотниково      | 1               |
| Притобольна сільська рада (до 2018 року) | 230,20     | 628                    | 412                    | -                      | Притобольне     | 1               |
| Розкатіхинська сільська рада             | 170,09     | 810                    | 696                    | 975                    | Розкатіха       | 2               |
| Чернавська сільська рада                 | 171,69     | 891                    | 647                    | 534                    | Чернавське      | 2               |
| Ялимська сільська рада                   | 125,60     | 1073                   | 819                    | 692                    | Ялим            | 3               |
| Ярославська сільська рада (до 2018 року) | 69,47      | 463                    | 391                    | -                      | Ярославське     | 1               |

30 травня 2018 року була ліквідована Притобольна сільська рада (територія приєднана до складу Боровлянської сільської ради). 20 вересня 2018 року була ліквідована Ярославська сільська рада (територія приєднана до складу Розкатіхинської сільської ради).

## Найбільші населені пункти
Нижче подано список населених пунктів з чисельністю населення понад 500 осіб:
| № | Населений пункт | Населення, осіб (2002) | Населення, осіб (2010) |
| - | --------------- | ---------------------- | ---------------------- |
| 1 | Глядянське      | 4335                   | 3964                   |
| 2 | Міжборне        | 1139                   | 952                    |
| 3 | Боровлянка      | 1086                   | 867                    |
| 4 | Плотниково      | 815                    | 731                    |
| 5 | Розкатіха       | 810                    | 696                    |
| 6 | Нагорське       | 659                    | 621                    |
| 7 | Давидовка       | 685                    | 554                    |
| 8 | Чернавське      | 664                    | 549                    |
| 9 | Ялим            | 691                    | 542                    |